# Rio Ligeiro (Chopim)
Der Rio Ligeiro ist ein etwa 51 km langer linker Nebenfluss des Rio Chopim im Süden des brasilianischen Bundesstaats Paraná.

## Geografie

### Lage
Das Einzugsgebiet des Rio Ligeiro befindet sich auf dem Terceiro Planalto Paranaense (Dritte oder Guarapuava-Hochebene von Paraná).

### Verlauf
Sein Quellgebiet liegt im Munizip Pato Branco auf 738 m Meereshöhe im Stadtgebiet an der Avenida Tupi.
Der Fluss verläuft in nördlicher Richtung. In seinem Mittellauf ist er in OpenStreetMaps als Rio Gramado verzeichnet.
Er fließt im Munizip Pato Branco von links in den Rio Chopim. Er mündet auf 499 m Höhe. Er ist etwa 51 km lang.

### Munizipien im Einzugsgebiet
Der Rio Ligeiro verläuft vollständig innerhalb des Munizips Pata Branco.

### Nebenflüsse
links:
- Arroio do Marco
- Arroio das Pedras
- Arroio Venâncio

rechts:
- Ribeirão da Ronda.[5]